# Saint-Bueil
Saint-Bueil – miejscowość i gmina we Francji, w regionie Owernia-Rodan-Alpy, w departamencie Isère.
Według danych na rok 1990 gminę zamieszkiwało 559 osób, a gęstość zaludnienia wynosiła 147 osób/km² (wśród 2880 gmin regionu Rodan-Alpy Saint-Bueil plasuje się na 1093. miejscu pod względem liczby ludności, natomiast pod względem powierzchni na miejscu 1598.).